# ダックスフォード飛行場
ダックスフォード飛行場（英: Duxford Aerodrome）はイギリスのイングランド東部ケンブリッジシャー・ダックスフォードにある、イギリス空軍とアメリカ陸軍航空軍の航空基地を前身とする飛行場。
飛行場の施設は1977年に開設されたダックスフォード帝国戦争博物館とケンブリッジシャー州政府の共有で、航空管制は同博物館が行っている。
同飛行場は旅客及び練習用として運用許可を得ているが、夜間の離着陸は認められていない。

## 歴史
第一次世界大戦中、イギリス空軍の基地として建設された。
第二次世界大戦ではバトル・オブ・ブリテンの基地となり、戦争後期にはアメリカ陸軍航空軍 (USAAF) に供与され、同軍の第357基地となりドイツへの空爆拠点となった。戦後の1945年12月、イギリス空軍に返還された。
1977年、ダックスフォード帝国戦争博物館が開館。
2012年7月3日、同飛行場の滑走路でテスト走行を行うマルシャF1チームのドライバーマリア・デ・ヴィロタが駆るF1マシン「MR01」が原因不明の暴走をしてトラックに突っ込む事故を起こした。これにより、デ・ヴィロタは右目を失う重傷を負った。